# Zastava Andaluzije
Zastava Andaluzije je zastava španjolske autonomne zajednice Andaluzije na jugu Pirenejskog poluotoka. Riječ je o vodoravna trobojnici (zelena, bijela i zelena boja) unutar čije sredine se nalazi grb Andaluzije. Same boje imaju povijesno značenje tako da zelena predstavlja nadu a bijela označava mir (što se spominje i u regionalnoj himni).
Dizajnirao ju je Blas Infante, andaluzijski političar poznat i kao Otac andalužanskog nacionalizma. Zastava je službeno usvojena 30. prosinca 1981. dok je 9. siječnja 1982. objavljena u Boletín Oficial del Estado.

## Andaluzijske političke zastave
- Zastava stranke Nacija Andaluzije (Nación Andaluza).
- Zastava Andalužanske mladeži, omladinskog dijela Andalužanske stranke.
- Zastava i grb Platforme za istočnu Andaluziju (PAO).
- Zastava Platforme za istočnu Andaluziju (PAO).

## Vidjeti također
- Grb Andaluzije
- Andaluzija